# Inquérito Braidwood
Inquérito Braidwood é um Inquérito Público que está sendo conduzido em Vancouver, Canadá, examinando a segurança do uso de Tasers e a morte de Robert Dziekanski.
O Inquérito tem dois estágios e está sendo conduzido pelo Juiz "Honourable Thomas R. Braidwood".

## Primeiro Estágio (Segurança de uso deTaser)
O primeiro estágio teve início em 5 de maio de 2008. O Inquérito ouviu testemunho de vários especialistas, entre eles J. Patrick Reilly, engenheiro elétrico na Johns Hopkins University, que concluiu que o Tase é uma arma que pode causar mortes. Foi ouvido também o Diretor Executivo da Taser International,Tom Smith. Em seu testemunho sob juramento, Smith insistiu na segurança de seu produto mas mencionou que o produto não é "isento de risco". Smith também negou que sua empresa, a Taser International se precipitou ao anunciar no mercado seu produto com base em pesquisas de segurança e médicas inconsistentes.
Em 23 de julho de 2009, a Fase I do relatório do Inquérito foi apresentada. Entre as conclusões está a de que Tasers podem ferir ou matar causando irregularidades cardíacas, sobretudo se o indivíduo está em estado emocional ou médico comprometido.O Juiz Braidwood afirmou: "dirigir uma arma de energia contra uma pessoa emocionalmente confusa, é, na maioria dos casos, a pior resposta possivel” O Relatório fez 19 recomendações e o governo vai segui-las.

### Resposta da Taser International
Em 14 de agosto de 2009, a Taser International moveu uma petição contra o Inquérito e está desfiando as recomendações.

## Segundo Estágio (morte deRobert Dziekanskipelo uso deTaser)
Se iniciou em 19 de janeiro de 2009 3 está em andamento.

## Referencias Externas
- «Braidwood Inquiry Website»
- «Public Inquiry begins in Vancouver» (Video). Video. 5 de maio de 2008
- «Phase 1 Report»